# Allied Forces Northwestern Europe

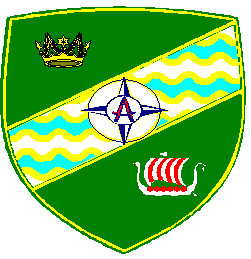
Wappen

Allied Forces Northwestern Europe (AFNORTHWEST; deutsch Alliierte Streitkräfte Nordwest-Europa) war eine von 1994 bis 2000 bestehende Kommandobehörde der NATO mit Sitz in High Wycombe, Vereinigtes Königreich.

## Geschichte
Die Aufstellung erfolgte 1994 nach Auflösung der Allied Forces Northern Europe (AFNORTH). 2000 wurde AFNORTHWEST mit dem 1967 geschaffenen Allied Forces Central Europe (AFCENT) im Zuge der Transformation der NATO-Kommandostruktur als Regional Command Allied Forces North Europe (RC AFNORTH), dem späteren Allied Joint Force Command Brunssum, mit Sitz in Brunssum, Niederlande, zusammengelegt.

## Auftrag
Der Auftrag von AFNORTHWEST umfasste die Verteidigung des Vereinigten Königreichs und Norwegens, einschließlich der Irischen See, des Seegebiets um Norwegen, des Ärmelkanals, der Nordsee sowie des jeweiligen Luftraums. Zusätzlich lag die Ostsee in der Verantwortung von AFNORTHWEST.

## Organisation
AFNORTHWEST war dem Allied Command Europe (ACE) unterstellt. Dem Supreme Allied Commander Europe (SACEUR) waren neben den AFNORTHWEST die Allied Forces Central Europe (AFCENT) in Brunssum, Niederlande, und die Allied Forces Southern Europe (AFSOUTH) in Neapel, Italien, zugeordnet.
Der Befehlshaber der AFNORTHWEST, der Commander-in-Chief (CINCNORTHWEST), war ein britischer Air Chief Marshal.
Im Frieden waren ihm unterstellt:
- Commander Allied Air Forces Northwestern Europe (COMAIRNORTHWEST) am gleichen Standort zur Führung der zugeordneten Luftstreitkräfte
- Commander Allied Naval Forces Northwestern Europe (COMNAVNORTHWEST) in Northwood, Vereinigtes Königreich, zur Führung der jeweiligen Seestreitkräfte
- Commander Allied Forces Northern Europe (COMNORTH) in Stavanger, Norwegen, als streitkräftegemeinsame Kommandobehörde

Gesonderte Führungsverfahren bestanden mit dem Allied Command Baltic Approaches (COMBALTAP).
Das HQ AFNORTHWEST umfasste etwa 290 Dienstposten, die von zehn NATO-Staaten mit Soldaten aller Teilstreitkräfte und zivilem Personal besetzt wurden. Zusätzlich war dem Hauptquartier eine französische Militärmission als Verbindungselement angegliedert.